# ToCA Race Driver 3
ToCA Race Driver 3 — видеоигра, автосимулятор, разработанная командой Codemasters. ToCA Race Driver 3 является третьей частью серии игр ToCA Race Driver. Вышла в свет 24 февраля 2006 года в мире и 13 июля 2006 года в России. Версия для PSP выпущена под названием ToCA Race Driver 3 Challenge.

## Обзор
Игры в режиме одного игрока разделены на две части: Мировой тур и Профессиональная карьера. В Мировом туре игрок прогрессируется через 32 уровня чемпионатов, по 2-3 чемпионата в каждой (в 31 и 32 уровнях только один чемпионат). Профессиональная карьера дает игроку на нормальном и трудном уровне получить кубок за выигранный чемпионат.
Кроме того, есть свободный заезд, где игрок сам может выбирать трассу, соперников и т. д. В гонке на время игрок должен прийти раньше определенного времени, не срезая трассу (в противном случае игровое время аннулируется).

## Игровой процесс
TOCA Race Driver 3 имеет около 35 типов гоночных чемпионатов и 120 через мировой тур и профессиональную карьеру. Кроме того, есть и бонусные чемпионаты: 10 чемпионатов в дисциплине Classic, 10 чемпионатов в GT, 1 чемпионат в дисциплине Oval, 7 чемпионатов в Touring Car, 5 чемпионатов в Off Road и 13 чемпионатов в дисциплине Open Wheel. Для разблокировки чемпионатов необходимы кубки: для того, чтобы выиграть кубки, игрок должен пройти профессиональную карьеру в нормальном и трудном уровнях сложности, либо установить быстрые круги на всех треках в режиме гонки на время.

## Системные требования
- Операционная система Windows XP
- Процессор Pentium IV или Athlon XP 1400 МГц
- Оперативная память 256 МБ
- Видео DirectX-совместимая видеокарта класса Radeon 8500 или GeForce 3 с 32 МБ памяти
- Свободное место на диске 6 ГБ
- Звук DirectX-совместимая звуковая карта
- CD-ROM 2x-скоростной DVD-ROM или 8х-скоростной CD-ROM
- Дополнительное ПО DirectX 9.0c
- Управление Клавиатура, мышь
- Внимание Игра не поддерживает графические карты на базе GeForce 4 MX

### Гоночные дисциплины
- Classics: от выигрывавшего чемпионаты на Mercedes-Benz 1930-х годов к мощным автомобилям 70-80-90-х, классическая дисциплина содержит престижные машины прошлых 80 лет автоспорта.
- GT: Гонки самых престижных и экзотических спортивных машин в мире в GT дисциплине. Примите участие в гонках мультикласса и схватитесь с самыми мощными гоночными машинами в мире автоспорта.
- Oval: из овалов грязи к трассам Индианополиса, испытайте волнение самого быстрого в мире мотоспорта.
- Touring Car: Дисциплина автотура — агрессивные гонки высокого октана. Обкатайте передне- и заднеприводные машины перед приобретением места в DTM или в V8 чемпионатах суперавтомобилей, самых престижных в мире автоспорта.
- Off Road: От ралли в Baja, Nissan Dakar, до ралли кросс, испытайте уровень внедорожных гонок. Вызов в этом волнующем стиле гонок — справиться не только с машиной, но и с окружающей средой.
- Open Wheel: испытайте место в дисциплине и заработайте победы для продвижение в BMW/Williams F1 команду. Тайна успеха — справляться с линией гонок и избегать контакта в этих мощных, но хрупких машинах.
- TMS: конкурируйте в ряде гонок на время в 400-акровом (1,6 км2) трассах Бедфордского автодрома. Каждое действие происходит в различном автомобиле и на разных участках. На треке нет противников — так что сконцентрируйтесь на максимально быстром прохождении круга.
- Honda: эта дисциплина содержит чемпионаты, помещая игроков среди богатства различных машин Honda. Чтобы разблокировать эту дисциплину, вам нужно найти бонус-код для разблокировки или закончить режим мирового тура.
- Toy Car: эта дисциплина отпирается при помощи бонус-кодов.

## Мировой тур
Игрок должен прогрессировать через различные уровни чемпионатов в этом режиме. Он имеет 32 различных уровней, по 2—3 чемпионата в каждой (в 31 и 32 уровнях только один чемпионат). Игрока тренирует человек по имени Рик. Игрок должен победить множество различных соперников в этом режиме. В каждом уровне, вам нужно будет только хотя бы выиграть один чемпионат, чтобы разблокировать следующий уровень. Для того, чтобы разблокировать дисциплину Honda, вам нужно полностью мировой тур пройти.

## Профессиональная карьера
Профессиональная карьера — режим, в котором игрок должен прогрессировать через различные чемпионаты в игре, чтобы разблокировать другие чемпионаты в этом режиме. Если игрок выигрывает кубок, ему разблокируют бонус чемпионаты. Если игрок получает все 177 кубков, он получает доступ ко всем бонусным чемпионатам.

## Отзывы
| Сводный рейтинг | Сводный рейтинг | Сводный рейтинг | Сводный рейтинг | Сводный рейтинг |
| Издание         | Оценка          | Оценка          | Оценка          | Оценка          |
| Издание         | PC              | PS2             | PSP             | Xbox            |
| --------------- | --------------- | --------------- | --------------- | --------------- |
| GameRankings    | 85,15 %         | 84,50 %         | 74,00 %         | 84,92 %         |